# Mimi Kok jr.
Maria Christina (Mimi) Kok (Amsterdam, 25 januari 1934 – aldaar, 19 april 2014) was een Nederlands actrice.

## Levensloop
Mimi Kok, dochter van Mimi Kok sr. ook actrice en danslerares, stond vanaf haar 12e jaar in de garderobe van de dansschool van haar ouders. Ze werd jong ontdekt door Toon Hermans nadat zij in 1951 tot Miss Zandvoort 1951 was gekozen. Daarna volgden rollen bij Wim Kan's cabaret, Haagsche Comedie en meer. Kok speelde in 1956 in Pension Hommeles. Ook beroemde regisseurs als Cees Laseur en Albert van Dalsum hadden rollen voor haar. Na een kort verblijf rond 1958/1959 in New York, kwam zij terug naar Nederland. Toon Hermans nam haar weer aan en zo toerde Kok met zijn gezelschap in Oostenrijk en Duitsland, waar zij in 1960 en 1961 op de televisie te zien was.
Afwisselend speelde Kok de jaren daarna komische en serieuze rollen. Ze speelde naast vele grote namen, zoals Conny Stuart, Ko van Dijk, Adèle Bloemendaal, Nelly Frijda en Ramses Shaffy in theater of in film. Ook Beppie Nooij sr was in het volkstoneel haar tegenspeelster. In 1978 speelde Mimi Kok in de televisieserie Het is weer zo laat! van Wim T. Schippers de rol van Gé Braadslee, de vrouw van nachtclubeigenaar Waldo van Dungen maar ook in volgende series van Schippers. Kok speelde ook veel rolletjes en/of deed stemmen in kinderfilms.
In 2012 nam zij deel aan het realityprogramma Krasse Knarren van Omroep MAX met onder anderen oud-burgemeester Ed van Thijn en operazangeres Marie-Cécile Moerdijk.
Tot het eind was Mimi Kok ondanks haar hoge leeftijd in kleine bijrollen te zien voor televisie of op toneel. Zij overleed in 2014 op 80-jarige leeftijd aan een longziekte.  Op 28 april 2014 werd zij gecremeerd in crematorium De Nieuwe Ooster.

## Rollen
Mimi Kok speelde onder andere in:
- Shows van Toon Hermans vanaf 1951 speelseizoen o.a. in een konijnenkostuum[2]
- Hartendwaas (1951/1952), Theater Plezier van Floris Meslier van Toon Hermans
- Bibelonië (1953/1954) van Wim Kan, Annie M.G. Schmidt, Simon Carmiggelt, ABC Cabaret
- De bedriegertjes (1954/1955) van Wim Kan, Fridolin Tschudi, ABC Cabaret
- Inherit the Wind (1956/1957) van Jerome Lawrence, Robert E. Lee vertaald door Cees Laseur, Haagsche Comedie
- Berenvel van Paul Willems (1956/1957) De Haagsche Comedie
- En toen kwam dr Frost (1957) met o.a. Piet Römer, Toneelgroep Puck
- Moord op de onschuldigen (1957) van William Saroyan regie Albert van Dalsum, Haagsche Comedie
- Pension Hommeles (1957-1959), als mannequin Bella Sanders met o.a. Ko van Dijk en Donald Jones
- Mim Kok vervangt (1960) Phyllis Lane in de One Man Show 3 van Toon Hermans
- Lachen ohne Ende’' (1960) in Weense Renaissance Theater in Wenen Toon Hermans en debuut op de Oostenrijkse televisie
- Lachen ohne Ende’ (1961) Theater am Besenbinderhof te Hamburg en BerlijnToon Hermans en debuut op de Duitse televisie
- Zorg voor mijn kinderen (1961), Amstel Toneel, met o.a. Beppie Nooij sr.
- Herrie om Harrie, de Nachtwacht (1964), als Mrs King
- Koning Salomo en de schoenlapper (1966) met o.a. Ramses Shaffy, Mary Dresselhuys, Adèle Bloemendaal,
- De knecht van twee meesters (1966/1967) van Carlo Goldoni, Amstel Toneel
- Paranoia (1967), als de maîtresse van Arnold
- Blue movie (1971), als vrouw met bed
- Kunt u mij de weg naar Hamelen vertellen, mijnheer? (1972-1976), als Trol Ambam
- Frank en Eva (1973)
- Waar heb dat nou voor nodig (1973), als Ada Haché
- Van Oekel's Discohoek (1974), als buurvrouw Ada Bongers
- Q & Q (1974), als werkster van Zwartjes
- Heb medelij, Jet! (1975), als dame in de zaal
- Rooie Sien (1975), als hospita Tootje de Vries
- Pleisterkade 17 (1976), als Do van Dijk
- Uit de wereld van Guy de Maupassant (1976-77), als Mevrouw Dufour/Mevrouw Luneau
- Adelbert (1977)
- De mantel der liefde (1978), als bakkersvrouw
- Meneer Klomp (1978)
- Het is weer zo laat! (1978), als Gé Braadslee
- Erik of het klein insectenboek (1979)
- Twee vorstinnen en een vorst (1981), als Oude Mien
- Vrijdag (1981)
- De Fabriek (1981), als dienstbode Janske
- De lachende scheerkwast (1981-1982), als Gé Braadslee
- Opzoek naar Yolanda (1984), als Gé Braadslee
- Paul Chevrolet en de ultieme hallucinatie (1985)
- Plafond over de vloer (1986), als Myra Swift-Balkema
- We zijn weer thuis (seizoen 4 en 5), als Mathilde van Setten-van der Kaap
- Han de Wit (1990)
- In voor- en tegenspoed (1991 en 1997) in enkele afleveringen als nicht Mies
- Jeetje Meetje het was me het jaartje wel (1993), oudejaarsshow met Paul de Leeuw van de VARA, bij RTL6 (parodie op de commerciële televisiezenders)
- Madelief (1994), als buurvrouw (aflevering 4 december 1994)
- Filmpje! (1995)
- 12 steden, 13 ongelukken (1995), als toiletjuffrouw
- Sam Sam (1995), als gast op feest
- Schoon goed (1999), als tante Cor
- Cross Fate (2000)
- Terrorama (2001), als maid
- De horzel (2001),
- Van Speijk (2007), Tata Neel
- Don Don Don Dominique (2011), videoclipje en liedje over Dominique Strauss-Kahn van Les Dames des Bulles geschreven door Gonny van Oudenallen
- Krasse Knarren (2012), driedelige serie met oudere bekende Nederlanders
- Singles (2012), met Frank Evenblij (oud Jakhals), televisieprogramma
- Living in Oblivion (2012), Eindexamentoneelstuk van regisseur Laurens Krispijn de Boer, bijrol
- Gayparade (2013) op boot als "cliënt die verzorgd wordt" voor Zorginstelling Cordaan
- Sammie en de dieren (2013) als oude Dame

## Trivia

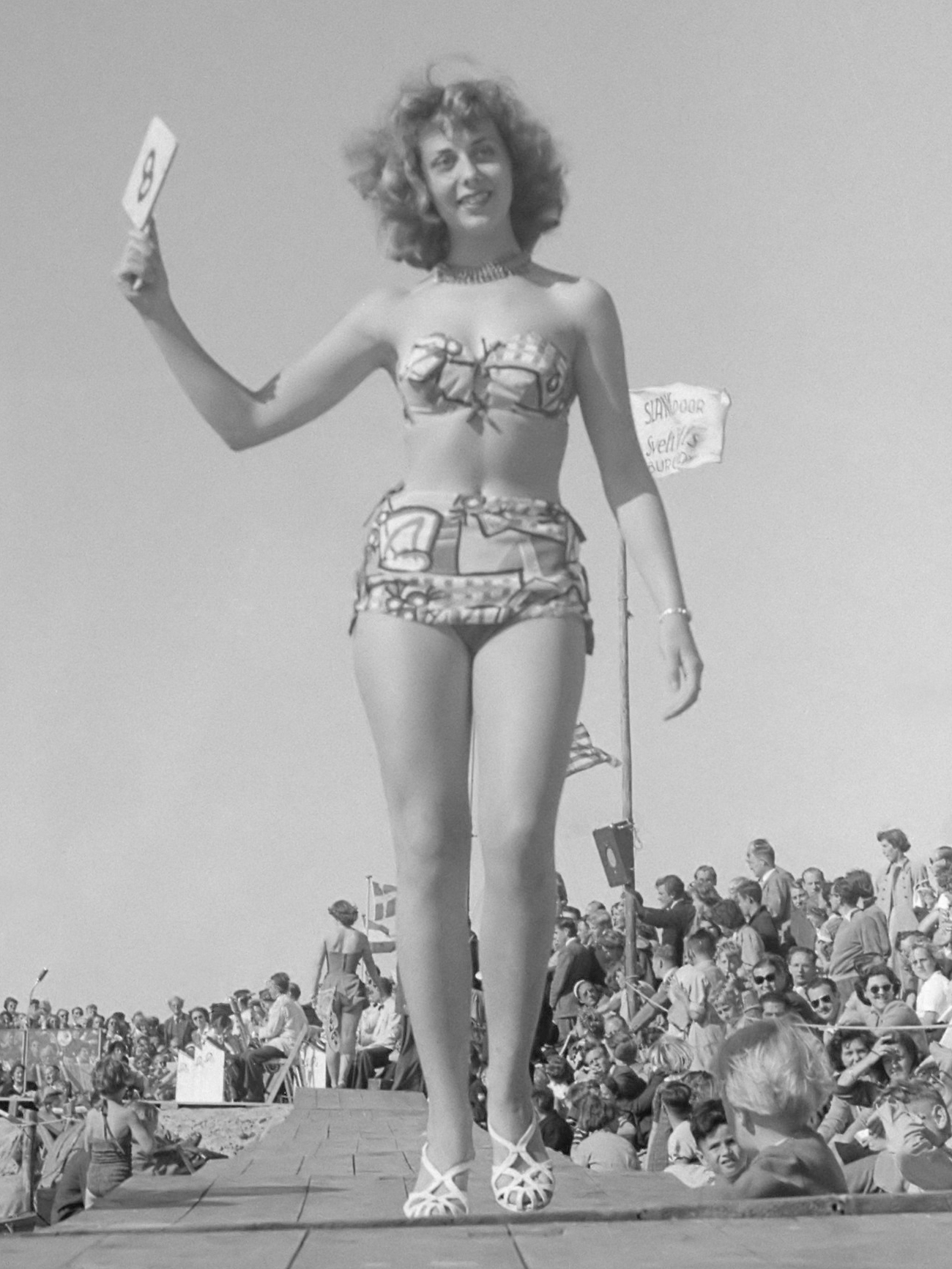
Verkiezing Miss Zandvoort: Mimi Kok (1951)

- In een show van Toon Hermans speelde Kok een konijntje in het liedje "Mijn konijn en ik".
- In 1960 weigerde Mimi Kok de rol van Eliza in My fair Lady, die haar werd aangeboden door Wim Sonneveld. Kok probeerde in die periode een carrière in Amerika op te bouwen.
- Mimi Kok was meerdere keren verloofd, nooit getrouwd en had geen kinderen.
- In 1978 werd zij uitgeroepen tot popvrouw van het jaar
- Ze woonde veertig jaar aan een gracht in Amsterdam.[bron?]
- In het programma Krasse Knarren vertelde ze veel last te hebben van eenzaamheid.[bron?]
- Kok deed aan hobbyschilderen.[bron?]
- De biografie van Mimi Kok wordt geschreven door reclamevrouw en oud-politica Gonny van Oudenallen.[3]